# عمروس بن يوسف
عمروس بن يوسف هو أندلسي من المولدين من أهل وشقة، عينه الأمير الأموي الأندلسي الحكم بن هشام حاكمًا على طليطلة لإخضاعها بعد أن ثارت عليه.

## ثورة عبيدة بن حميد
كان عمروس ذا وجاهة وبأس، وكان قد ظهر في الثغر الأعلى، وأظهر طاعة الحكم ودعا له، خلافًا لكثير من زعماء الثغر الخوارج، فسُرّ الحكم بمسلكه ودعاه إلى خدمته، واختاره للقيادة.
وفي سنة 181 هـ (797 م) ثار في طليطلة عبيدة بن حميد، فوجه الحكم قائده عمروس بن يوسف لمحاربته، وكان عمروس قائدًا للجيش في طلبيرة، فالتقى بالثوار في عدة مواقع، ولما رأى ثبات الثوار لجأ إلى سلاح الاغتيال، واستمال إليه بعض وجهاء المدينة بالمنح والوعود، ودفعهم إلى اغتيال عبيدة بن حميد، وبذلك أخمدت الثورة إلى حين، وكافأ الحكم عمروسًا بتعيينه حاكمًا لطليطلة ليعمل على إخضاعها، وكتب إلى أهل طليطلة (وكان معظمهم من المولدين كعمروس) قائلًا: «إني قد اخترت لكم فلانًا وهو منكم لتطمئن قلوبكم إليه، وأعفيتكم ممن تكرهون من عمالنا وموالينا، ولتعرفوا جميل رأينا فيكم».

## وقعة الحفرة
دخل عمروس طليطلة، فأنس به أهلها، وتظاهر أمامهم ببغض بني أمية والموافقة على خلع طاعتهم، واستمالهم برفقه ولينه، ثم أنشأ بموافقتهم في ظاهر طليطلة قلعة حصينة بحجة إيواء الجند والموظفين فيها بعيدًا عن أهل المدينة وحرصًا على راحتهم، وبعث إلى الحكم يستقدم إليه الجند سرًا، فسير إليه الحكم جيشًا بقيادة ولده عبد الرحمن لمقاتلة نصارى الشمال في الظاهر، ثم عرج هذا الجيش حين العودة على طليطلة، وخرج عمروس لملاقاة الأمير وتحيته، ومعه وجوه المدينة، فأكرمهم عبد الرحمن ولاطفهم وهو في الوقت ذات يدبر مؤامرة لإهلاكهم.
لكت بعض الروايات ترى أن الذي دبر المذبحة وأوعز بتنفيذها هو الحكم، في خطاب أرسله سرًا إلى عمروس مع ولده عبد الرحمن، وفي البعض الآخر أن الذي دبر الكمين هو عمروس.
وعلى أي حال فقد نفذت المؤامرة بأن أقام عمروس وليمة حافلة في القلعة الجديدة، دعا إليها ألوفًا من الكبراء والأعيان، ورتب الدخول من باب والخروج من باب آخر، منعُا للزحام، وجعل الخدم يقتادون المدعوين إلى غرف الطعام عشرة عشرة، وكلما دخل منهم فوج أُخذوا إلى ناحية معينة، وضُربت أعناقهم، وألقيت جثثهم في حفرة عظيمة حفرت خصيصًا في مؤخر القلعة، وأصوات الطبول والمزامير تحول دون سماع استغاثتهم، ولم يفطن أحد إلى الحقيقة المروعة إلا بعد أن تعالى النهار، ولم يبد للداخلين أثر في الخروج، ولم يُسمع لهم ضجيج، فعندئذ فطن البعض إلى الكمين، وتصايح القادمون ونكصوا على أعقابهم، وهلك في هذه المذبحة ـ التي عُرفت بواقعة الحفرة ـ عدد كبير من وجوه طليطلة وأعيانها، يقدره البعض ببضع مئات والبعض الآخر ببضعة آلاف، وكانت ضربة شديدة للمدينة جردتها من زعامتها، وأضعفت من شأنها، وقضت مدى حين على روح الثورة فيها، وكانت وقعة الحفرة في سنة 191 هـ (807 م).

## القتال ضد الفرنجة
في سنة 193 هـ (809 م) غزا الفرنج بقيادة لويس بن شارلمان ولاية الثغر الأعلى، وحاصروا مدينة طرطوشة، فقاتلهم المسلمون بقيادة عبد الرحمن بن الحكم، وكان معه عمروس بن يوسف ـ الذي كان عاملًا عل الثغر الأوسط ـ وعبدون عامل الثغر الأعلى، ونجح المسلمون في صد الفرنج وإنقاذ طرطوشة.